# Comuna Lunca Bradului, Mureș
Lunca Bradului (în maghiară: Palotailva) este o comună în județul Mureș, Transilvania, România, formată din satele Lunca Bradului (reședința), Neagra și Sălard.

## Demografie
Componența etnică a comunei Lunca Bradului
     Români (80,73%)
     Maghiari (8,34%)
     Romi (4,32%)
     Alte etnii (0,18%)
     Necunoscută (6,42%)
Componența confesională a comunei Lunca Bradului
     Ortodocși (79,47%)
     Romano-catolici (5,94%)
     Reformați (2,16%)
     Adventiști (1,08%)
     Alte religii (2,22%)
     Necunoscută (9,12%)
Conform recensământului efectuat în 2021, populația comunei Lunca Bradului se ridică la 1.666 de locuitori, în scădere față de recensământul anterior din 2011, când fuseseră înregistrați 2.035 de locuitori. Majoritatea locuitorilor sunt români (80,73%), cu minorități de maghiari (8,34%) și romi (4,32%), iar pentru 6,42% nu se cunoaște apartenența etnică. Din punct de vedere confesional, majoritatea locuitorilor sunt ortodocși (79,47%), cu minorități de romano-catolici (5,94%), reformați (2,16%) și adventiști (1,08%), iar pentru 9,12% nu se cunoaște apartenența confesională.

## Politică și administrație
Comuna Lunca Bradului este administrată de un primar și un consiliu local compus din 11 consilieri. Primarul, Petru Vultur[*], de la Partidul Național Liberal, este în funcție din 1 noiembrie 2024. Începând cu alegerile locale din 2024, consiliul local are următoarea componență pe partide politice:
|  | Partid                          | Consilieri | Componența Consiliului | Componența Consiliului | Componența Consiliului | Componența Consiliului | Componența Consiliului | Componența Consiliului |
|  | ------------------------------- | ---------- | ---------------------- | ---------------------- | ---------------------- | ---------------------- | ---------------------- | ---------------------- |
|  | Partidul Național Liberal       | 6          |                        |                        |                        |                        |                        |                        |
|  | Partidul Social Democrat        | 4          |                        |                        |                        |                        |                        |                        |
|  | Alianța pentru Unirea Românilor | 1          |                        |                        |                        |                        |                        |                        |

## Atracții turistice
- Rezervația naturală "Defileul Mureșului" (7.733 ha)

## Personalități
- Eugen Pavel (n. 1946), lingvist, istoric literar;
- Lucian Colceriu (n. 1968), rugbist.